# 아돌프 히틀러의 죽음
1933년부터 1945년까지 나치 독일의 총통이자 독재자였던 아돌프 히틀러는 독일군이 베를린 전투에서 패배해 패전이 분명해진 1945년 4월 30일 베를린의 퓌러엄폐호에서 머리에 총을 쏴 자살했다. 히틀러의 아내였던 에바 브라운도 청산가리로 자살했다. 히틀러가 자살 전에 남겨놓은 유언장과 구두지시에 따라 히틀러 부부의 유해는 그날 오후 벙커의 비상구를 통해 국가수상부 관저 정원으로 옮겨져 휘발유와 함께 불태워졌다. 히틀러의 사망 소식은 다음 날인 5월 1일 라디오에 의해 독일 전역에 알려졌다.
자살 직후 히틀러의 시신을 본 목격자들은 히틀러가 관자놀이에 총을 쏘아 자살했다고 증언했다. 두 시신을 모두 처리한 히틀러의 전속부관인 오토 귄셰는 브라운의 시신에서는 아몬드 냄새가 강했지만 히틀러의 시신에서는 그러한 냄새 없이 화약 냄새만 났다고 증언했다. 국가수상부 관저 정원에서 발견된 치아 잔해는 1945년 5월 히틀러의 치과 기록과 일치했으며, 나중에 히틀러의 것으로 확인되었다.
소비에트 연방은 정보를 은폐하고 히틀러의 죽음에 대해 모순된 이야기를 여러 차례 발표했다. 역사학자들은 이를 대체로 이오시프 스탈린이 히틀러의 죽음에 대한 혼란을 만들기 위해 의도적으로 조작한 허위 정보 캠페인으로 인한 보고서로 판단하고 기각하거나, 일부 부분을 조화시키려고 시도했다. 히틀러와 브라운의 유해가 불에 타서 완전히 재로 변했다는 여러 목격자들의 증언에도 불구하고 소비에트 연방은 유해가 회수되었다고 기록했다. 1945년 6월, 소비에트 연방은 히틀러가 사이안화물을 삼키고 자살했다는 이야기와 살아남아 다른 나라로 도망쳤다는 모순된 두 이야기를 퍼뜨리기 시작했다. 광범위한 검토 끝에 서독은 1956년 사망진단서를 발급했다. 이후로 히틀러의 죽음에 대한 음모론은 계속해서 주목을 끌고 있다.

## 이전 사건

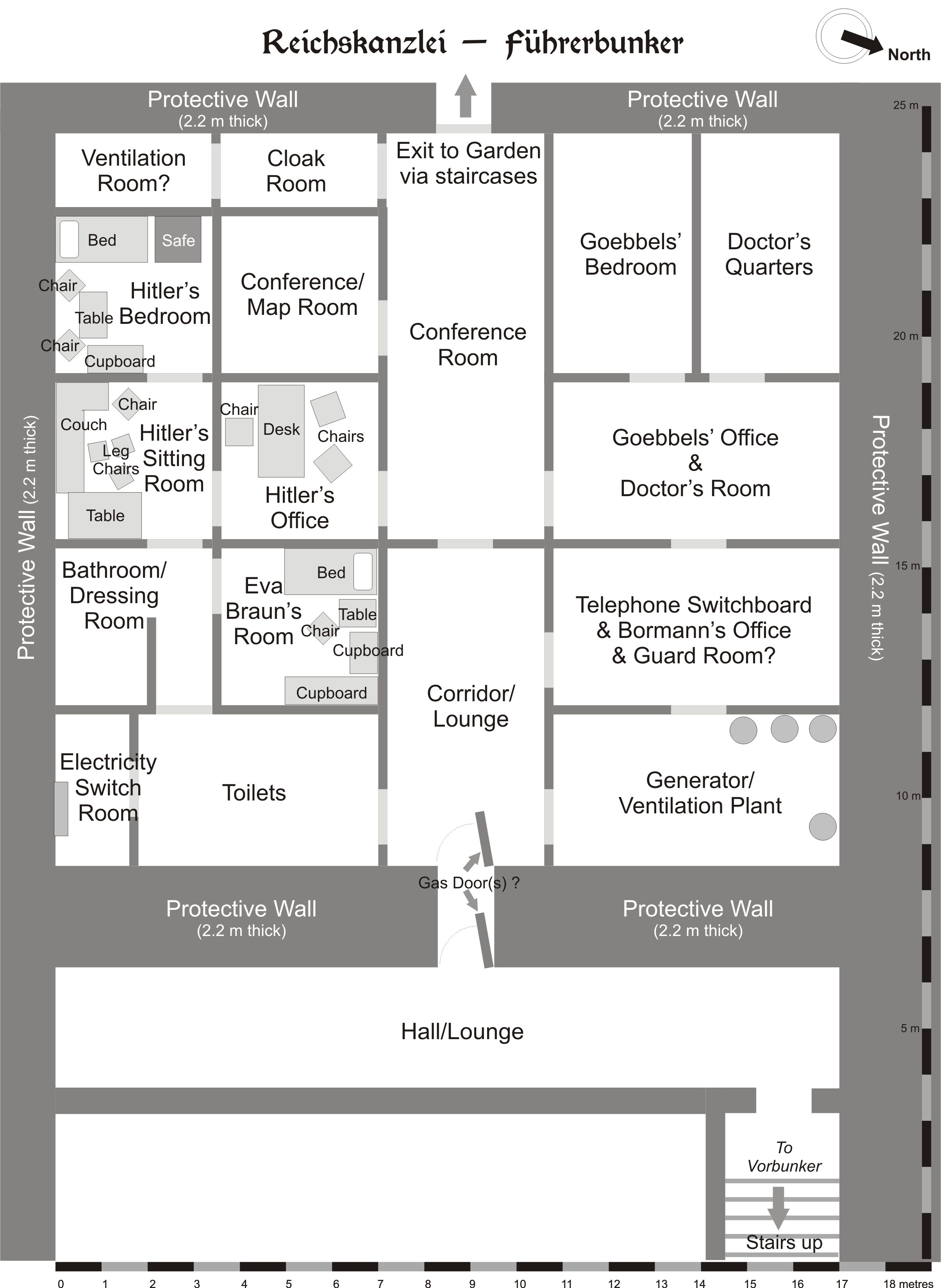
퓌러엄폐호의 구조도.

1945년 초, 나치 독일은 완전한 군사적 붕괴 직전에 있었다. 폴란드는 진군하는 소비에트 연방의 붉은 군대에게 함락되었고, 붉은 군대는 더 나아가 코스트신나트오드롱와 프랑크푸르트 사이의 오데르강을 건너 서쪽으로 82 킬로미터 (51 mi) 떨어진 베를린을 점령할 목표를 가지고 있었다. 얼마 안가 독일군은 벌지 전투에서  연합국에 패배했고, 영국군과 캐나다군은 라인강을 건너 독일의 산업 중심지인 루르로 진군했다. 남부의 미군은 로렌을 점령하고 마인츠, 만하임, 그리고 라인강으로 진군했다. 이탈리아의 독일군은 포강을 건너 알프스산맥으로 진군하려는 연합국의 봄 공세로 인해 북쪽으로 밀려났다.
히틀러는 1945년 1월 16일 베를린의 퓌러엄폐호로 후퇴했으며, 나치 지도부는 베를린 전투가 유럽 전쟁의 마지막 전투가 될 것이라는 것을 인지했다. 4월 18일, 독일 B 집단군 약 325,000명의 군인들이 루르 포위전에서 포위되어 포로가 되었고, 이로 인해 미군이 베를린으로 진격할 수 있는 길이 열렸다. 4월 11일까지 미군은 베를린에서 서쪽으로 100 킬로미터 (62 mi)만큼 떨어진 엘베강을 건넜다. 4월 16일, 동쪽의 소비에트 연방군이 오데르강을 건넜고, 동쪽에서 베를린을 보호하는 마지막 주요 방어선인 젤로브 고지를 놓고 전투를 벌였다. 4월 19일까지 독일군은 젤로 고지에서 완전히 후퇴하여 전선을 유지하지 못했으며, 베를린은 히틀러의 생일인 4월 20일에 처음으로 소비에트 연방 포병대의 포격을 받았다. 4월 21일 붉은 군대 전차가 도시 외곽에 도착했다.
4월 21일, 히틀러는 SS-상급집단지도자 펠릭스 슈타이너가 지휘하는 특수 분견대에 소비에트 연방군을 격파하라고 명령했지만, 다음날 오후 상황 회의에서 히틀러는 이 명령을 따르지 않았다는 통보를 받고 신경 쇠약을 겪었다. 히틀러는 장군들을 향해 폭언을 퍼부으며 배신하고 무능했다고 비난했고, 결국 처음으로 전쟁에서 패배했다고 언급했다. 히틀러는 끝까지 베를린까지 머물다가 자살하겠다고 발표했으며, 그날 늦게 SS 중령 베르너 하제에게 가장 믿을 만한 자살 방법에 대해 물었다. 이에 하제는 청산가리를 삼키고 머리에 총을 쏘는 "권총과 독극물 방법"을 제안했다. 루프트바페 사령관 국가원수 헤르만 괴링은 히틀러가 패배를 인정하고 자살 의사를 밝혔다는 사실을 알게 되었고, 이에 히틀러에게 1941년에 후계자로 지명한 칙령에 따라 국가의 지도권을 맡을 수 있도록 허가해 달라고 요청했다. 히틀러의 비서인 마르틴 보어만은 히틀러에게 괴링의 편지가 독재자를 전복하려는 시도라고 강조했다. 이에 히틀러는 괴링에게 모든 직책에서 사임하지 않으면 처형하겠다고 통보했고, 그날 늦게 그는 괴링을 모든 직책에서 해임하고 체포를 명령했다. 또한 히틀러는 수석 보좌관이자 부관인 율리우스 쇼브에게 보호된 문서와 개인 열차를 파괴하라고 명령했다.
4월 27일까지 베를린의 통신은 독일의 나머지 지역과 거의 대부분 단절되었다. 방어 부대와의 안전한 무선 통신이 끊어졌고, 퓌러엄폐호의 지휘부는 지시와 명령을 전달하기 위해 전화선에 의존했으며 뉴스와 정보는 공영 라디오에 전적으로 의존했다. 4월 28일, 히틀러는 로이터에서 BBC의 보도를 들었고, 보도는 SS-전국지도자 하인리히 힘러가 서방 연합국에 항복을 제안했지만 거절당했다고 알렸다. 힘러는 자신이 항복을 협상할 권한이 있다고 암시했고, 히틀러는 이를 반역이라고 여겼다. 그날 오후, 히틀러의 분노와 괴로움은 힘러에 대한 격노로 커졌으며, 결국 힘러의 체포를 명령하고 베를린에 있던 힘러의 대표였던 SS-집단지도자 헤르만 페겔라인을 탈영죄로 처형했다.
이때 붉은 군대는 퓌러엄폐호에서 1 킬로미터 떨어진 포츠담 광장을 점령했고, 모든 징후는 소비에트 연방군이 국가수상부 관저를 습격한다는 것을 뜻했다. 이를 알린 보고서와 힘러의 배신은 히틀러에게 생애 마지막 결정을 내리도록 자극했다. 4월 29일 자정 직후, 히틀러는 퓌러엄폐호 내의 지도실에서 소규모 시민 의식을 통해 에바 브라운과 결혼했다. 그 뒤 히틀러 부부는 수수한 아침 조식을 먹고 히틀러의 비서인 트라우들 융에를 다른 방으로 데려가 유언장을 받아적도록 했다. 받아적은 유언장에는 히틀러의 사망 직후 국가원수와 총리 역할을 각각 대제독 카를 되니츠와 요제프 괴벨스가 이어받고 수행해야 할 지시 사항의 내용이 담겨 있었다. 오전 4시에 히틀러는 유언장에 서명하고 잠자리에 들었다. 일부 자료에 따르면 그는 결혼 직전에 유언장을 받아쓰도록 했지만, 모든 자료는 오전 4시라는 서명 시간에 대해서는 동의한다.

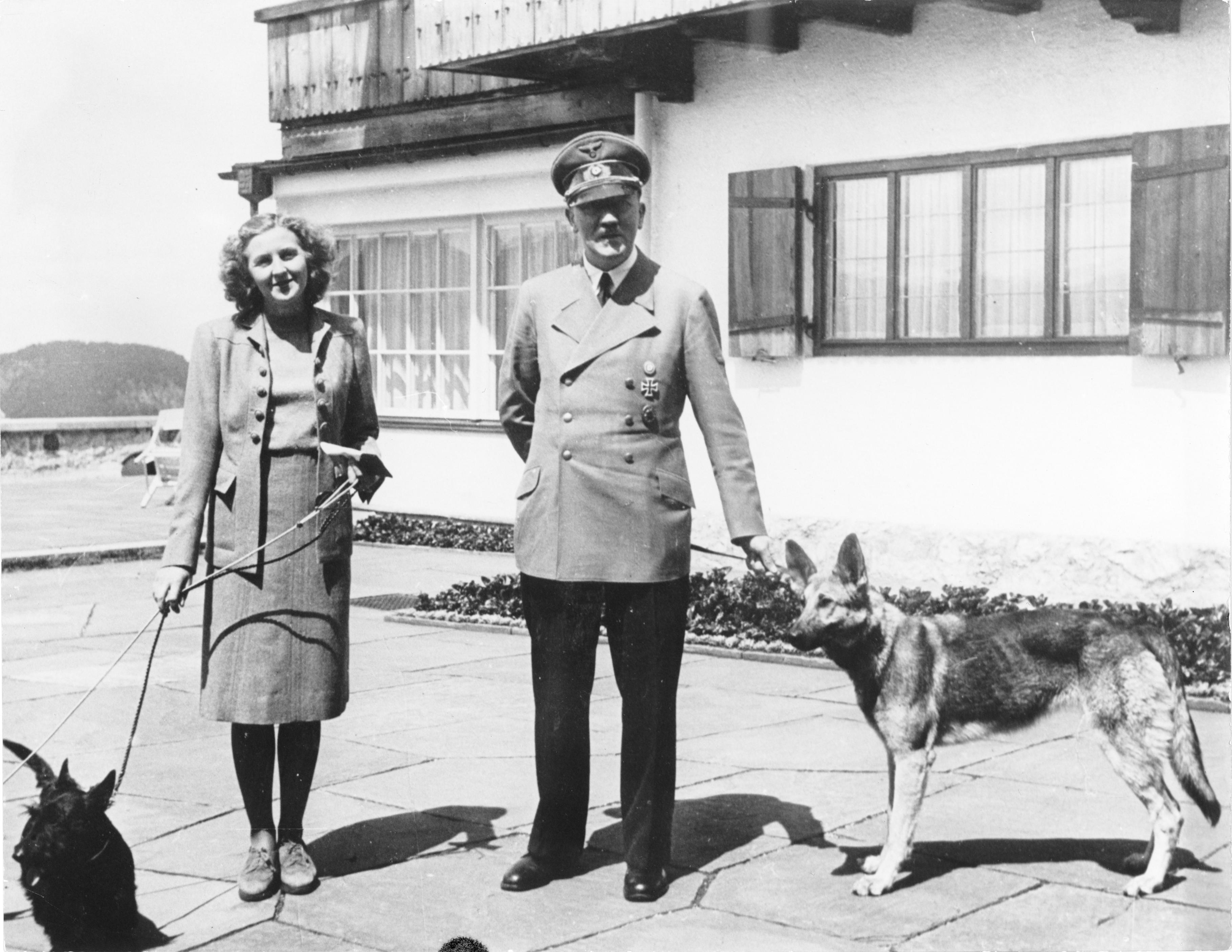
1942년 6월, 베르히테스가덴에서 애완견 블론디와 함께 있는 에바 브라운과 히틀러.

4월 29일 오후, 히틀러는 동맹국 이탈리아의 베니토 무솔리니가 이탈리아 내 파르티잔들에 의해 처형당했다는 소식을 들었다. 직후 무솔리니와 애인 클라라 페타치의 시신은 발꿈치로 거꾸로 매달렸고, 나중에 시신은 베어져 도랑에 버려졌으며 이는 이탈리아 반체제 인사들에 의해 조롱당했다. 이 사건에 의해 히틀러가 자신과 아내가 "이러한 광경"이 되지 않기 위해 유언장에 기록한 대로 행동하는 결심을 강화했을 가능성이 있다. 히틀러는 SS의사 루트비히 슈툼페거를 통해 힘러로부터 사이안화 수소를 받았고, 처음에 이것을 자살에 사용할 생각이었다. 그러나 힘러가 연합군과 접촉해 전쟁을 끝내기로 합의하려 한다는 소식을 스웨덴의 외교관으로부터 들은 히틀러는 격노했고, 이러한 배신을 염두에 두고 힘러가 넘겨준 앰풀이 효과가 있을지 의심하기 시작했다. 히틀러는 하제에게 약물을 자신의 개 블론디에게 테스트하라고 명령했고, 캡슐은 효과가 있었고 개는 즉사했다.

## 자살
히틀러와 브라운은 벙커에서 40시간도 채 안되는 시간 동안 부부로서 지냈다. 4월 30일 오전 1시까지 야전원수 빌헬름 카이텔은 히틀러가 베를린을 구출하기 위해 의존했던 모든 병력이 포위당했거나 방어 태세에 들어갔다고 보고했다. 오전 2시 30분경, 히틀러가 대부분 여성인 약 20명이 작별 인사를 하기 위해 모인 복도에 모습을 드러냈고, 그는 자신의 숙소로 돌아가기 전에 줄을 서 있는 각각의 사람들에게 악수를 하고 이야기를 나누었다. 늦은 아침, 붉은 군대가 퓌러엄폐호에서 500 미터 (1,600 ft)도 안 되는 거리에 있을 때, 베를린 방어 사령관인 헬무트 바이틀링와 만나 이야기를 나누었다. 바이틀링은 히틀러에게 그날 밤 수비대가 탄약이 바닥날 것이고 베를린에서의 전투는 적어도 24시간 안에 끝날 것이라고 말했으며, 이전에 자신이 실패했던 돌파 계획에 대한 허가를 요청했다. 히틀러는 이에 답하지 않았고 바이틀링은 벤들러블록에 위치한 본부로 돌아갔고, 오후 1시경 돌파를 시도하라는 히틀러의 허가를 받았다. 히틀러, 두 명의 비서, 그의 전속 요리사가 점심을 먹은 후, 히틀러와 브라운은 벙커 직원과 보어만, 괴벨스, 비서, 여러 군 장교를 포함한 동료 거주자에게 작별 인사를 나누었다. 오후 2시 30분경 히틀러와 브라운은 개인 서재로 들어갔고, 서재 밖에서는 히틀러의 부관인 SS-돌격대지도자 오토 귄셰가 경비를 서 있었다.

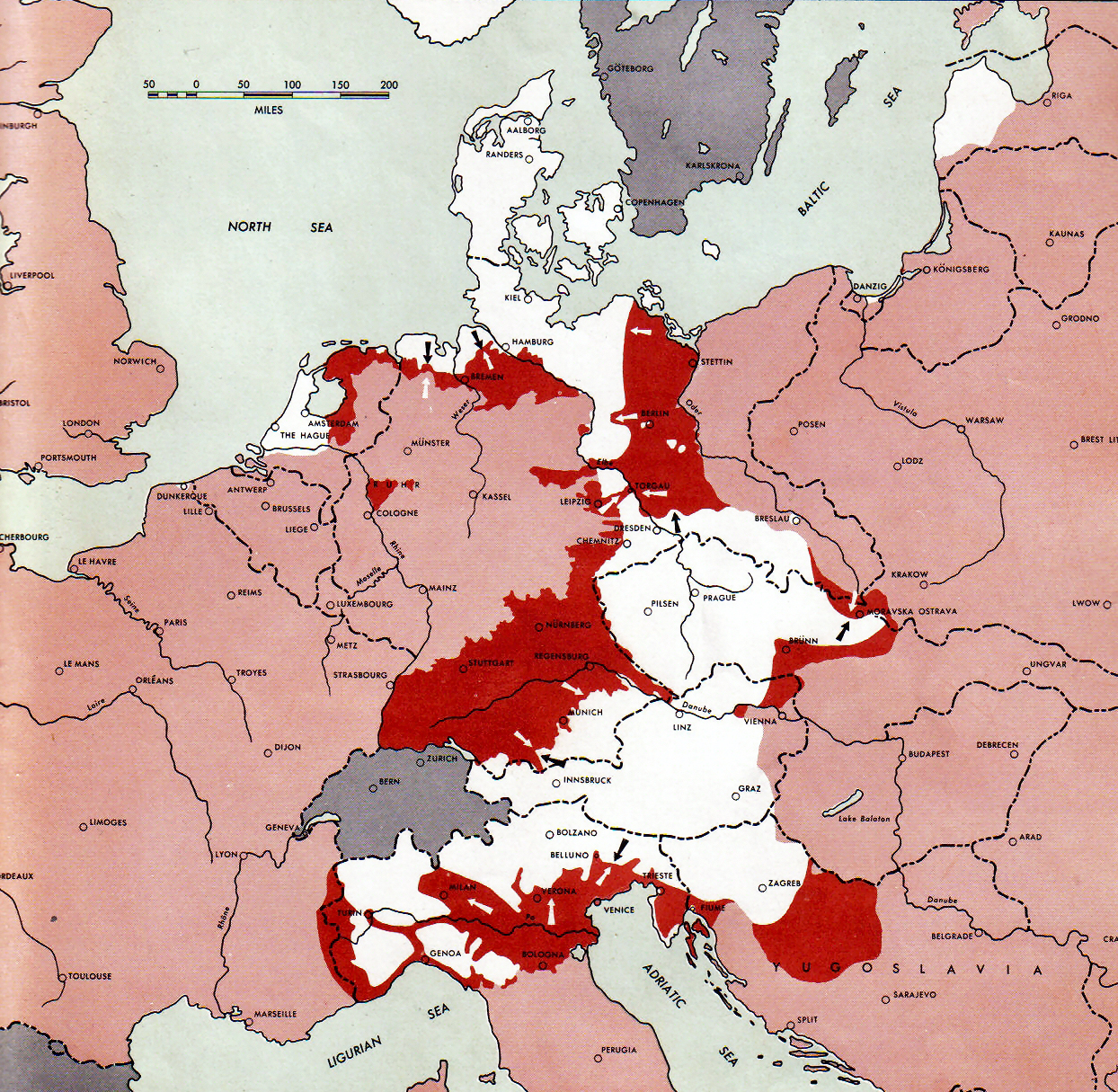
히틀러의 사망 당시 제2차 세계 대전의 유럽 전선. 흰색 지역은 나치가, 분홍색 지역은 연합군이 통제하는 영토이며, 붉은색 부분은 연합군이 점령한지 얼마 안 된 곳을 의미한다.

얼마 후, 히틀러의 부관 하인츠 링에가 히틀러의 숙소를 향한 대기실에 들어갔을 때, 문이 닫혀 있었고 화약 연기 냄새를 맡았다. 링에는 보어만이 있는 복도로 들어갔고, 두 사람은 다시 돌아와 함께 서재로 들어갔다. 나중에 링에는 서재에 들어가자마자 탄 아몬드 냄새를 맡았다고 진술했으며, 이는 사이안화 수소가 있는 곳에서 흔히 있는 냄새였다. 링에는 오른쪽의 히틀러와 브라운의 시신이 소파에 똑바로 앉아 있는 것을 보았고, 히틀러의 머리는 오른쪽으로 기울어져 있었다. 귄셰 또한 얼마 지나지 않아 서재로 들어갔고, 나중에 히틀러가 "앉아서 ... 오른쪽 관자놀이에서 피가 떨어지고 있었다. 그는 자신의 권총으로 자살했다."라고 진술했다. 링에의 진술에 따르면 7.65-mm의 권총은 발터 PP였으며, 귄셰는 PPK라고 말했다. 권총은 그의 발치에 떨어져 있었다. 히틀러의 시신에서 떨어지던 피는 소파 오른팔걸이에 큰 얼룩을 만들었고 카펫 위에 웅덩이를 이루었다. 링에는 브라운의 몸에는 눈에 띄는 상처가 없었고 얼굴은 브라운이 사이안화물 중독으로 죽었다는 것을 보여주었다고 진술했다. 귄셰와 SS-여단지도자 빌헬름 몽케는 모든 외부인과 벙커에서 임무와 작업을 수행하는 사람들이 사망 시간(15:00~16:00 사이)에 히틀러의 개인 거주 공간에 "접근할 수 없었던 것이 분명하다"고 말했다.
귄셰는 서재를 떠나 브리핑룸에서 괴벨스와 한스 크렙스, 빌헬름 부르크도르프 장군을 포함한 여러 사람들에게 히틀러가 죽었다고 발표했다. 이 세 사람과 히틀러 청소년단 지도자 아르투어 악스만은 시신을 직접 보았다. 링에와 다른 한 사람이 히틀러의 시신을 담요로 감싼 다음 히틀러가 작성한 유언장과 구두지시에 따라 히틀러와 브라운의 시신은 계단을 올라 벙커의 비상구를 통해 국가수상부 관저의 정원에서 휘발유로 불태워졌다. 히틀러의 시신은 담요로 부분적으로 덮여 있었지만 수많은 목격자들이 머리 끝이 가려지지 않았고 다리와 발도 가려지지 않았기 때문에 히틀러를 알아볼 수 있었다고 증언했다.
벙커 연락교환 업무를 맡았던 SS-상급분대지도자 로후스 미슈는 퓌러 호위 사령부(Führerbegleitkommando) 수장 베르너 슈비델에게 히틀러의 죽음을 보고하고 돌아섰고, 나중에 연락 도중 누군가가 히틀러의 시신을 태우고 있다고 소리쳤다고 진술했다. 휘발유에 불을 붙이려고 했던 첫 번째 시도가 실패하자, 링에는 벙커로 돌아가 두꺼운 종이 롤을 가지고 돌아왔다. 보어만은 링에가 가져온 종이에 불을 붙여 시체 위에 던졌다. 두 시체에 불이 붙자 보어만, 귄셰, 링에, 괴벨스, 에리히 켐프카, 페터 회글, 에월드 린들로프, 한스 라이저를 포함한 사람들이 벙커 문 앞쪽에 서서 팔을 들어 경례했다.
오후 4시 15분경, 링에는 SS-하급돌격지도자 하인츠 크루거와 SS-상급분대지도자 베르너 슈비델에게 히틀러의 서재에 있는 카펫을 말아서 불태우라고 명령했다. 슈비델은 나중에 서재에 들어가자마자 소파 팔걸이 옆에 "큰 저녁 접시" 크기의 피 웅덩이가 있는 것을 보았다고 진술했고, 직후 몸을 굽혀 7.65 권총에서 대략 1 미터 (3 ft 3 in) 떨어진 카펫 위에 있던 히틀러가 사용했던 탄약통을 집어올렸다고 말했다. 두 사람은 피가 묻은 카펫을 치워 계단을 올라가 국가수상부 관저 정원에 가져갔고, 이곳에서 카펫을 바닥에 놓고 불태웠다.
붉은 군대는 오후 내내 국가수상부 관저 안팎을 포격했다. SS 경비원들은 시체를 더 태우기 위해 휘발유 캔을 추가로 가져왔다. 두 시체는 화장터와 달리 열이 일정하지 않은 곳에서 불태워졌지만, 여러 증언에 따르면 오후 4시부터 오후 6시 30분까지 많은 양의 연료가 사용되어 유해가 탄 뼈와 만지면 부서지는 재 더미 사이에서 점점 불태워졌다고 한다. 오후 6시 30분경, 린들로프는 (아마도 라이저와 함께) 얕은 폭발이 있었던 지점에 재가 된 유해를 덮었다. 포격과 네이팜탄 소이탄의 화재는 5월 2일까지 계속되었고, 이 기간 동안은 끊임없는 포격으로 인해 사람들은 정원에 머물지 못했다.

## 여파

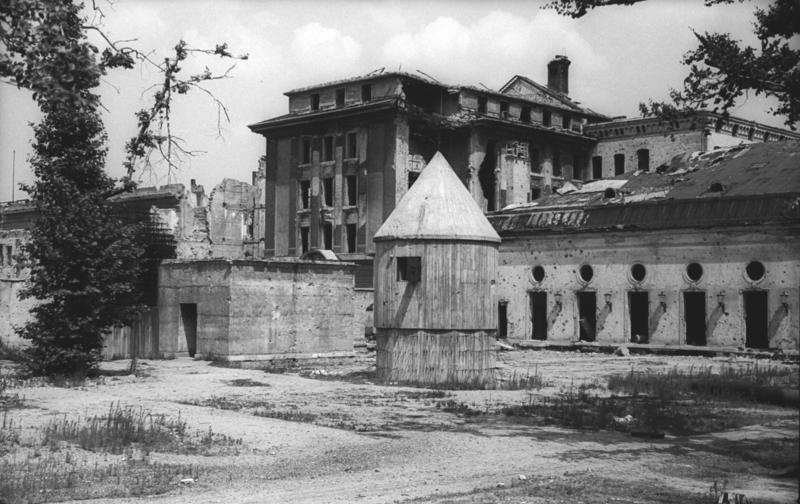
파괴 직전 퓌러엄폐호의 외관. 히틀러와 브라운의 유해는 왼쪽의 비상구 밖 폭발 분화구에서 불태워졌다.

5월 1일 오전 4시 직전 한스 크렙스는 소비에트 연방의 바실리 추이코프 장군을 만나 히틀러의 죽음을 전하면서 휴전 협정과 '평화 협정'을 시도했다. 이오시프 스탈린은 13시간 후인 베를린의 시각으로 오전 4시 5분 히틀러의 자살 소식을 접했고, 스탈린은 무조건 항복을 요구했지만 크렙스는 항복할 권한이 없었다. 스탈린은 히틀러가 죽었다는 확인을 원했고 붉은 군대의 방첩 부대인 스메르시에 히틀러의 시체를 찾으라고 명령했다.
히틀러가 죽었다는 소식을 처음으로 전한 것은 독일군에 의해서였다. 5월 1일 밤, 라이히센더 함부르크 라디오 방송국은 정규 방송을 중단하고 그날 오후에 히틀러가 사망했다고 보도했으며 그의 후임인 되니츠를 소개했다. 되니츠는 국민들에게 총통의 죽음을 애도하라고 촉구했으며, 총통이 국가의 수도를 수호하던 중 영웅적으로 사망했다고 말했다. 영국, 미국과 부분적으로 항복을 협상하여 군과 국가를 구하기를 바랐던 되니츠는 서쪽으로의 전투적 퇴각을 승인했다. 되니츠의 이러한 계획은 180만 명의 독일군이 붉은 군대에 포로로 잡히지 않도록 했지만, 전투를 5월 8일까지 지연시켜 더 많은 인원이 사망하도록 만들었다.

히틀러의 치아 조각. 대부분 금으로 이루어진 위턱뼈 교량(오른쪽 위)과 치조돌기 주위가 부러지고 타버린 아래턱뼈의 일부(아래쪽 3개의 조각)의 사진.

5월 2일 이른 아침, 붉은 군대는 국가수상부 관저를 점령했고, 이 때는 이미 크렙스와 부르크도르프는 스스로 머리에 총을 쏴 자살한 이후였다. 5월 초, 히틀러와 브라운의 치아 유해가 땅에서 추출되었고, 스탈린은 히틀러가 죽었다는 사실이 널리 알려지는 것을 경계했기 때문에 대중에 정보를 공개하는 것을 제한했다. 5월 11일까지 히틀러의 치과 의사인 휴고 블라슈케와 조수 케테 호이제르만, 기술자 프리츠 에히트만이 히틀러와 브라운의 치아 유해를 확인했다. 호이제르만과 에히트만 모두 소비에트 연방의 감옥에서 몇 년을 지냈다. 소비에트 연방이 1968년 공개한 히틀러 유해를 부검했다는 주장은 법치학자 레이다 F. 소그나이스와 페르디난드 스트룀이 1972년 히틀러의 치아 유해의 진위성을 판단하는 데 활용되었다. 2017년 프랑스의 법의병리학자 필립 찰리어도 턱뼈 일부의 치아를 포함하여 소비에트 연방 기록 보관소의 치아 유해가 1944년 히틀러의 X-레이 사진과 "완벽하게 일치"한다는 것을 발견했으며, 찰리어는 전자현미경을 사용하여 식물 섬유만이 있던 치아의 치석을 확보했고 이는 히틀러의 채식주의 식단과 일치하는 결과였다. 2018년 5월, 《유럽 내과학 저널》은 찰리어와 다른 4명의 연구원들이 공동 작성한 논문을 발표하면서 이 치아 유해가 "가짜일 수 없다"고 결론지으며 상당한 마모가 있었다고 밝혔다. 또한 치아 유해에는 화약 잔여물이 검출되지 않았으며 이는 아르투어 악스만의 주장대로 히틀러가 입을 통한 총상으로 자살하지 않았음을 보여주었다.
1945년 6월 초, 스메르시는 요제프 괴벨스, 마그다와 부부의 아이들과 여러 사람들의 유해를 부흐에서 피노프로 옮겼다. 히틀러와 브라운의 유해도 옮겨졌다고 주장되었지만, 이는 소비에트 연방의 허위 정보일 가능성이 높으며, 치아 조각을 제외한 히틀러와 브라운의 유해가 소비에트 연방에 의해 발견되었다는 증거는 존재하지 않는다. 괴벨스 가족과 다른 사람들의 유해는 1945년 6월 3일 브란덴부르크의 숲에 묻혔다가 다시 발굴되어 마그데부르크의 스메르시 시설에 보관되었고, 이후 1946년 2월 다시 묻혔다. 1970년까지 시설은 KGB의 통제 하에 있었으며 동독에 양도될 예정이었다. 그러나 유해가 묻힌 곳이 네오나치의 성지가 될 수도 있다는 우려로 KGB 국장 유리 안드로포프는 유해를 재발굴하여 파괴하는 작전을 승인했고, 1970년 4월 4일 KGB 팀은 유해를 철저히 화장했으며 남은 재를 근처 엘배강의 지류인 비데리츠강에 뿌렸다.
소비에트 연방은 히틀러의 죽음에 대해 서로 모순되는 다양한 이야기를 발표했는데, 이는 정치적인 목적으로 판단된다. 6월 5일 소비에트 연방은 히틀러의 시신을 검사했고 그가 사이안화물 중독으로 사망했다고 발표했지만, 6월 9일 기자 회견에서 실제로 시신을 확인하지 못했으며 히틀러가 탈출했을 가능성을 언급했다. 1945년 7월 히틀러가 어떻게 죽었는지 물음을 받은 스탈린은 히틀러가 "스페인이나 아르헨티나에서" 살고 있었다고 답했다. 1945년 11월, 영국의 베를린 구역 방첩 담당자인 딕 화이트는 요원 휴 트레버-로퍼에게 조사를 지시했으며, 조사 내용은 1947년 《히틀러의 마지막 날》이라는 제목으로 출판되었다. 전쟁 직후 몇 년 동안 소비에트 연방은 히틀러가 죽지 않고 탈출하여 서방 연합군의 보호를 받고 있거나 프랑코 정권의 스페인, 또는 남아메리카의 어딘가에 살고 있다고 주장했다. 1947년 미국의 책 《누가 히틀러를 죽였는가?》는 소비에트 연방 지도부가 공산당이 파시즘에 맞서 계속 싸우도록 동기부여하기 위해 "[히틀러의 유령을] 살려두었다"고 암시했다.
1950년대 중반까지 미국 연방수사국(FBI)과 중앙정보국(CIA)은 아직까지 히틀러가 살아있을 수 있다는 여러 주장에 대해 조사했지만, 그 어떤 것도 신빙성 있게 구성되지 못했다. 이러한 주장에 대한 문서는 〈나치 전쟁범죄 공개법〉에 따라 2010년대 초까지 기밀로 분류되었으며, 은폐된 조사 결과는 히틀러의 생존을 주장하는 변두리 이론을 퍼뜨리는 데 도움을 주었다. 뉘른베르크에서 열린 특수작전집단 재판의 판사인 마이클 무스마노는 이러한 모든 주장이 증거와 반대된다고 생각했다.
1948년에서 1952년 사이 서독의 탈나치화 절차가 진행 중일 때 히틀러의 이전 재산(대표적으로 요하네스 페르메이르의 《회화의 기술》)에 대한 법적 분쟁은 공식적인 사망 신고가 없어서 혼란을 겪어야 했다. 1952년부터 베르히테스가덴의 한 연방법원은 히틀러의 자살에 대해 42명의 증인을 인터뷰했고, 서로의 증언이 영향받지 않게 하기 위해 각각 비공개로 진행했다. 4년간의 광범위한 검토 끝에 하인리히 스테파누스 판사는 "1945년 4월 30일 아돌프 히틀러가 총리 관저에서 오른쪽 관자놀이에 총을 쏴서 스스로 목숨을 끊었다는 데는 더 이상 의심의 여지가 없다."라고 판단했다. 사망 증명서는 1956년 2월 25일에 발급되었으며, 1,500페이지가 넘는 보고서가 첨부되었다. 1956년 중반에 80페이지 분량의 전문가 범죄학 보고서가 작성되었으며, 이는 목격자 증언 간의 "상당한 불일치"에 초점을 맞추고 사진 재구성을 위한 발판으로 활용되었다. 또한 치명적인 총격에 대한 어떤 해석이 가장 가능성이 높은지 확인하기 위해 탄도 실험이 시행되었으며, 이는 연말까지 공개되어 법적 구속력을 가졌다. 히틀러의 죽음은 목격자 중 아무도 그의 시신을 보지 못했다는 이유로 사망 추정으로 기록되었는데, 독일 역사가 안톤 요아힘스탈러는 이것이 옳지 못하다고 지적한다. 연방법원은 1958년 보도 자료에서 사실 확인 결과 요약을 발표했다.

### 소비에트 연방의 추가 조사와 허위 정보
1945년 12월 11일, 소비에트 연방은 영국, 프랑스, 미국의 벙커 단지 부지에 대한 제한적인 조사를 허용했으며, 각 국가의 대표 두 명이 여러 독일인이 벙커의 콘크리트 지붕까지 흙을 파내는 것을 지켜볼 수 있었다. 발굴지에는 히틀러의 유해가 묻힌 폭발 분화구도 포함되었으며, 발굴 중에 히틀러의 것으로 확인된 모자 두 개, 브라운의 이니셜이 있는 속옷, 괴벨스가 히틀러에게 보낸 보고서 몇 개가 발견되었다. 내무인민위원부(NKVD)는 대표단이 국가수상부에서 문서를 가져갔다는 소식을 듣고 추가 발굴을 중단시켰다.
1945년 말, 스탈린은 NKVD에 히틀러의 죽음을 조사하기 위한 두 번째 위원회를 구성하라고 명령했다. 946년 5월 30일, NKVD의 후신 기관인 내무부(MVD)의 요원들은 히틀러의 유해가 발굴된 분화구에서 두개골 일부가 남은 유해를 발견했으며, 유해는 뒤통수뼈 일부와 두 개의 마루뼈로 구성되었다. 두 개의 마루뼈에는 거의 완전한 총알구멍이 있었고 이는 분명한 탈출상처였다. 이것은 1975년까지 목록화되어 있지 않았고, 1993년 러시아 국가 기록 보관소가 다시 발견했다. 2009년 코네티컷 대학교의 고고학자이자 뼈 전문가인 닉 벨란토니가 이 소비에트 연방 관료들이 히틀러의 것이라고 믿었던 두개골 조각을 조사했다. 벨란토니는 "남성이라면 뼈가 매우 얇아" 보였고 "두개골 판이 만나는 봉합선은 40세 미만의 사람의 것으로" 보였다라고 밝혔다. 두개골에서 분리된 작은 조각과 히틀러의 소파에서 나온 혈액은 DNA 검사를 받았는데, 그 결과 두개골은 여성의 것으로 판명되었고 혈액은 남성의 것으로 확인되었다.
1949년 12월 29일, 히틀러에 대한 비밀 문서가 스탈린에게 제출되었는데, 이 문서는 귄셰와 링에를 포함하여 퓌러엄폐호에 있었던 나치에 대한 심문을 바탕으로 작성되었다. 서방 역사학자들은 1991년부터 구 소비에트 연방의 기록 보관소에 들어갈 수 있었지만, 이 문서는 12년 동안 발견되지 않았다고 말했다. 이는 2005년 《히틀러 책: 스탈린을 위해 준비된 비밀 문서》이라는 이름으로 출판되었다.
소비에트 연방의 저널리스트 레프 베지멘스키는 1968년 그의 저서 《아돌프 히틀러의 죽음》에서 이전에 공개되지 않았던 치아 유해 사진을 실었다. 이 책은 파우스트 슈카라프스키가 이끈 것으로 알려진 소비에트 연방 내 법의학적 검사 결과를 기록한 것으로, 히틀러가 사이안화물 중독으로 사망했다는 결론을 내렸다. 베지멘스키는 히틀러가 자신의 빠른 죽음을 확실히 하기 위해 총상을 입혔다는 이론을 세웠지만, 나중에 그는 히틀러의 사망 방식에 대해서 "고의적인 거짓말"이 포함되어 있다고 인정했다. 이 책과 주장되는 부검은 서방 역사가들에게 널리 조롱받는 저서가 되었다. 요아힘스탈러는 히틀러의 죽음을 둘러싼 상황에 대한 광범위한 분석에서 독일 병리학자가 주장된 부검에 대해 말한 "베제멘스키의 보고서는 터무니없다... 제 조수 중 누구라도 [그것보다] 더 잘했을 것이다... 이 모든 것이 희극이다... 참을 수 없을 정도로 형편없는 작업이었다... 1945년 5월 8일 사후 검시록에는 히틀러에 대한 묘사가 전혀 없다."라고 인용했다. 저널리스트 제임스 P. 오도넬은 사이안화물 중독이 즉시 작용한다는 책의 주장을 바로잡으며 히틀러가 독을 먹고도 자살할 시간이 충분했을 것이라고 지적했다.

## 유산
히틀러가 죽고 유럽에서 제2차 세계 대전이 종전된 이후, 연합군은 독일을 4개로 분할 점령했다. 이로 인해 미국이 지원하는 서방권과 소비에트 연방이 지원하는 동구권 간의 냉전이 시작되었다. 1961년부터 1989년까지 이러한 분열은 베를린 장벽을 통해 물리적으로 드러났으며, 그 후 1990년 독일이 재통일되고 1991년 소비에트 연방이 붕괴되었다.
히틀러의 죽음 이후, 존 F. 케네디는 "그의 삶의 방식과 죽음의 방식에는 미스터리가 있었으며, 이는 그가 사라진 후에도 계속 살아남아 점점 커질 것이다"라고 말했다. 역사학자 요아힘 페스트는 히틀러의 거의 "흔적이 없는" 죽음 덕분에 그가 대중의 눈에 계속 머물 수 있었고 그에게 "기괴한 내세"가 주어졌다고 말했다. 소비에트 연방의 그의 생존을 주장하는 허위 정보에 근거한 음모론은 20세기 후반까지 발행된 기이한 타블로이드와 저널리즘 보고서를 포함한 지속적인 의심과 추측을 뒷받침했다. 히틀러의 죽음과 나치 시대 전체에 대한 음모론은 여전히 관심을 끌고 있으며, 이 주제에 대한 책, TV 쇼, 영화가 계속해서 제작되고 있다. 역사학자 루크 달리 그로브스는 히틀러의 죽음은 한 사람의 죽음에 대한 것이 아니라 정권의 종말과 그로 인해 남은 이념적 영향에 대한 더 큰 의미를 지닌다고 말했다.

## 사진

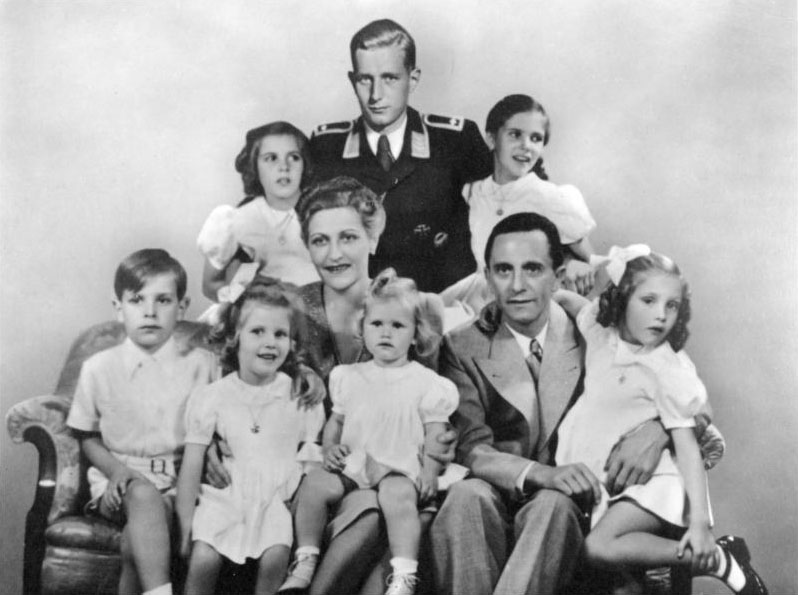
요제프 괴벨스, 그의 아내 마그다, 그들의 여섯 자녀, 그리고 마그다의 첫째 아들 하랄트 크반트(전후 살아남은 유일한 가족 구성원)
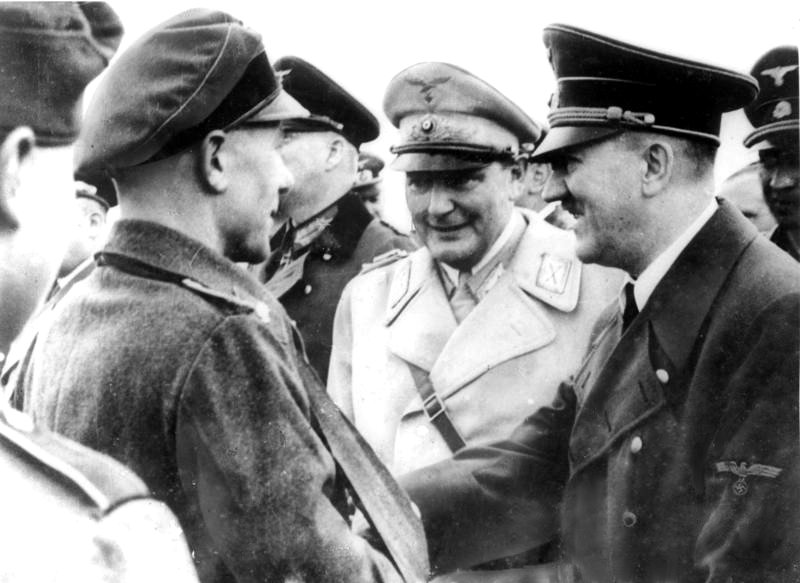
1945년 4월 초 베를린 수비대를 방문 중인 히틀러(오른쪽)와 헤르만 괴링(가운데), OKW 야전 사령관 빌헬름 카이텔(부분적으로 가려짐)
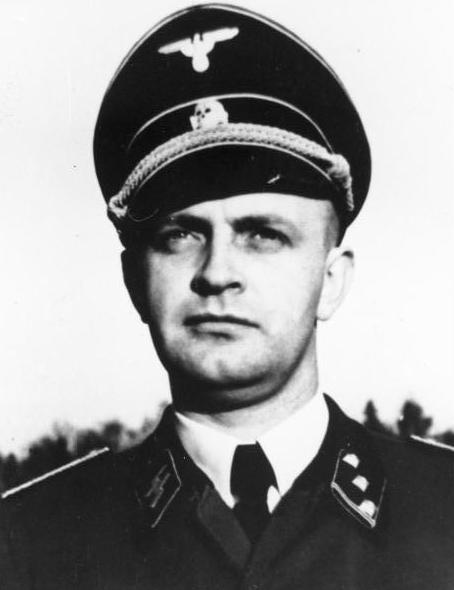
히틀러의 부관인 하인츠 링에는 자살 사건 이후 히틀러의 서재에 들어간 첫 번째 사람 중 한 명이었다.
1945년 7월 퓌러엄폐호에서 파손된 의자에 앉아 있는 윈스턴 처칠
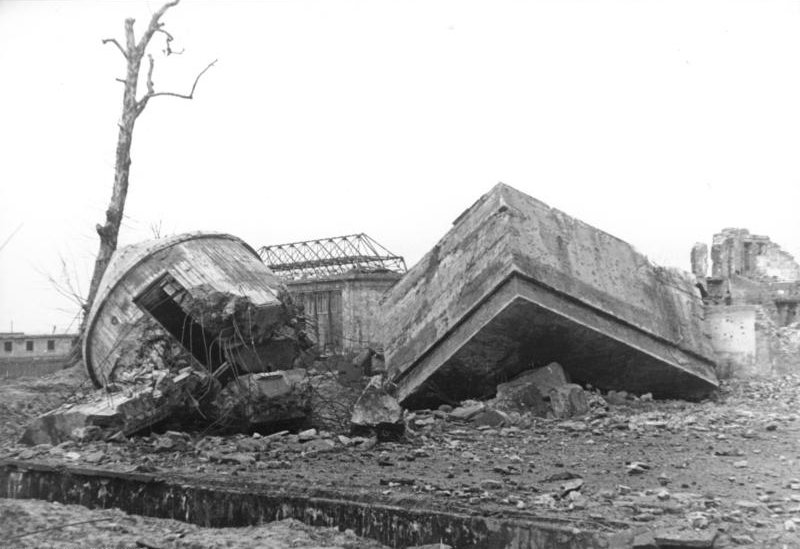
1947년 붕괴된 퓌러엄폐호
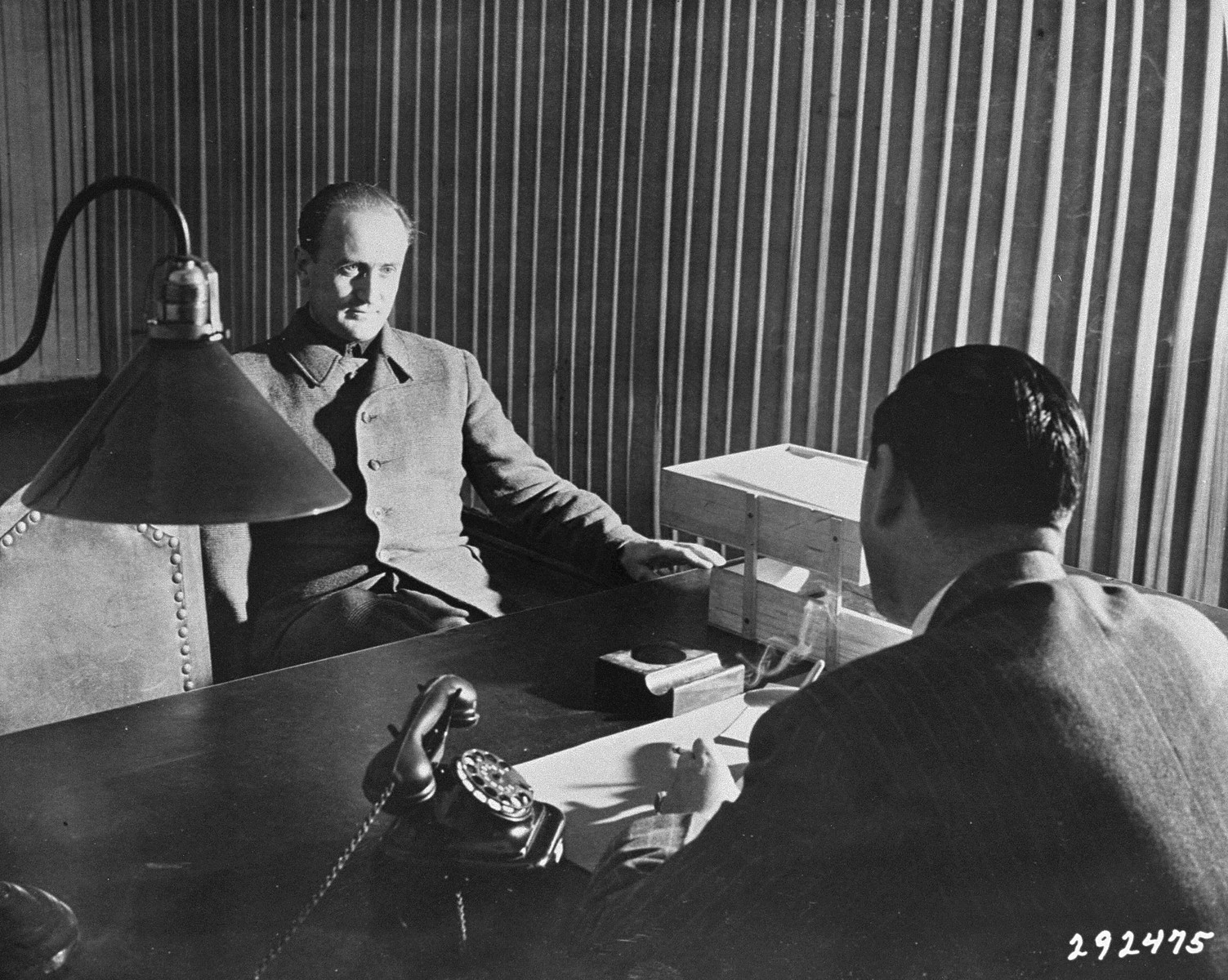
1947년 뉘른베르크에서 히틀러의 죽음에 대한 디테일을 증언하는 목격자 아르투어 악스만.

## 같이 보기
- 다운폴 (영화)
- 히틀러: 더 라스트 텐 데이즈
- 퓌러본부
- 포르벙커

### 내용주
1. ↑   "... 4월 30일 ... 오후에 히틀러는 자살했다..." (MI5 staff 2011).
2. ↑   "... 그녀의 입술은 독 때문에 오므라들었다." (Beevor 2002, 359쪽).
3. ↑   "... 귄셰는 시체를 검사하기 위해 서재에 들어갔고, 히틀러가 ... 앉아 있는 것을 보았다고 진술했다. 오른쪽 관자놀이에서 피가 떨어지고 있었다. 그는 자신의 권총인 PPK 7.65로 자살했다." (Fischer 2008, 47쪽).
4. ↑   "... 그의 오른쪽 관자놀이에 난 총알 구멍에서 피가 뚝뚝 떨어졌다 ..." (Kershaw 2008, 955쪽).
5. ↑   "... '입에 총을 맞았다'는 내용과 관자놀이에 2차 상처가 있다는 내용은 기각되어야 한다 ... 압도적으로 많은 수의 목격자들은 관자놀이에 진입상을 보았다 ... 모든 목격자들에 따르면 ... 히틀러의 머리 뒤쪽에는 상처가 없었다고 한다." (Joachimsthaler 1999, 166쪽).
6. 1 2   "... 히틀러에게서 남은 유일한 것은 윗턱의 도자기 면이 있는 금 브릿지와 몇 개의 치아 및 두 개의 브릿지가 포함된 아래턱뼈 [조각]이었다." (Joachimsthaler 1999, 225쪽).
7. ↑   "히틀러의 운명에 대한 새로운 버전은 소비에트 연방이 그 순간의 정치적 필요에 따라 제시했다." (Eberle & Uhl 2005, 288쪽).
8. ↑   "소비에트 연방의 역사가들이 의도적으로 오도한 히틀러의 사이안화물 중독 사망에 대한 설명은 기각될 수 있다." (Kershaw 2001, 1037쪽).
9. ↑   "... 대부분의 소비에트 연방의 기록은 히틀러가 [브라운 외에도] 독살로 생을 마감했다고 주장한다 ... 소비에트 연방의 이야기에는 모순이 있다 ... 이러한 모순은 히틀러의 자살에 대한 소비에트 연방의 버전이 정치적 색채를 띠고 있다는 것을 시사하는 경향이 존재한다." (Fest 1974, 749쪽).
10. ↑   "... 우리는 ... 러시아 작가 레브 베지멘스키의 버전에 대한 공정한 답변을 가지고 있다 ... 히틀러는 자신을 쏘았고 사이안화물 캡슐을 물었다. 하세 교수가 분명하고 반복적으로 지시한 대로 말이다 ..." (O'Donnell 2001, 322–323쪽).
11. ↑   "... [시신들은] 베를린 서쪽 멀리 떨어진 숲의 무덤에 묻히고 1946년 마그데부르크의 한 구획에 다시 묻혔다." (Kershaw 2008, 958쪽).
12. ↑   "1970년 크렘린은 마침내 시신을 철저히 비밀리에 처리하기로 결정했다 ... 마그데부르크에 있는 소련군 퍼레이드장 아래에 숨겨져 있던 시신은 밤에 발굴되어 불태워졌다." (Beevor 2002, 431쪽).
13. 1 2   부검 보고서에 내부 장기에 대한 해부가 기록되지 않았기 때문에 이를 확인할 수 없다. (Petrova & Watson 1995, 81쪽).
14. ↑   트레버-로퍼(제2차 세계대전 당시 MI5 요원이자 역사학자로, 《히틀러의 마지막 날들》의 저자)가 입수한 자료를 바탕으로, MI5는 히틀러가 유언장을 받아쓴 후에 결혼이 이루어졌다고 기록했다. (MI5 staff 2011).
15. ↑   Beevor 2002, 343쪽 히틀러가 유언장을 작성하기 전에 결혼이 이루어졌다고 기록하고 있다.
16. ↑   이 중 얼마나 많은 내용이 히틀러에게 전달되었는지는 알 수 없다. (Shirer 1960, 1131쪽).
17. ↑   "사이안화물 중독. 그녀의 얼굴에 '상처'가 선명했다." (Linge 2009, 199쪽).
18. ↑   히틀러는 사실 전날에 죽었다. (Shirer 1960, 1137쪽).
19. ↑   소비에트 연방의 주장에 의하면, 5월 3일 늦게 히틀러와 닮은 사람의 유해가 발견되면서 히틀러와 브라운의 불타버린 유해를 발굴하는 작업이 5월 4일까지 연기되었다고 한다. (Petrova & Watson 1995, 52–53쪽).
20. ↑   호이제르만은 히틀러의 X-레이 자료를 찾는 데 도움을 주고 히틀러의 브리지를 만든 에히트만을 소비에트 연방군에 데려갔다. (Petrova & Watson 1995, 56–57쪽).
21. ↑   비버는 "... 그 재는 마을 [마그데부르크]의 하수 시스템으로 흘러갔다."라고 언급했다. (Beevor 2002, 431쪽).
22. ↑   히틀러의 죽음에 대한 그의 책에서 일부 증언을 인용한 독일 역사학자 안톤 요아힘스탈러는 탄도 실험에 대해서는 언급했지만 결과에 대해서는 자세히 설명하지 않았다. (Joachimsthaler 1999, 161쪽).
23. ↑   필립 샤를리에는 나중에 "[두개골 검사를] 할 때 성별을 정확하게 알아낼 확률은 55%이다."라고 덧붙였다. (Lusher 2018).
24. ↑   필리프 샬리에르가 공동 저술한 과학 논문에 따르면, 성별을 판별하기 어려운 이유는 두 가지이다. 화재로 인한 심한 열기로 인해 두개골의 두께가 감소했을 가능성이 있고, 또한 목덜미선이 없었던 것 때문이다. (Charlier et al. 2018).
25. ↑   이에 대해 러시아 국가 기록 보관소 부사장은 "그것이 히틀러의 두개골이라고 주장한 사람은 없다."고 말했다. (ABC News 2009).
26. ↑   Charlier et al. 2018에서는 두개골 조각이 치아 유해와 "같은 개인에게서 나왔을 수 있다"고 결론지었지만, "확실하게 결정하기 위해서는 추가적인 DNA 분석이 필요할 수 있다."라고 했다.

### 참조주
1. 1 2  Kershaw 2008, 954, 956쪽.
2. 1 2  Linge 2009, 199, 200쪽.
3. 1 2  Shirer 1960, 1137쪽.
4. 1 2  Joachimsthaler 1999, 163, 173쪽.
5. 1 2  Joachimsthaler 1999, 29, 231–234쪽.
6. 1 2  Lusher 2018.
7. 1 2  Joachimsthaler 1999, 215–225쪽.
8. 1 2 3 4  Eberle & Uhl 2005, 288쪽.
9. 1 2  Kershaw 2001, 1037쪽.
10. ↑  Joachimsthaler 1999, 22, 23쪽.
11. ↑  Joachimsthaler 1999, 11쪽.
12. ↑  Horrabin 1946, Vol. X, 51쪽.
13. 1 2  Horrabin 1946, Vol. X, 53쪽.
14. ↑  Horrabin 1946, Vol. X, 43쪽.
15. ↑  Beevor 2002, 139쪽.
16. ↑  Shirer 1960, 1105쪽.
17. ↑  Beevor 2002, 209–217쪽.
18. ↑  Beevor 2002, 255–256, 262쪽.
19. ↑  Erickson 1983, 585–586쪽.
20. ↑  Beevor 2002, 275쪽.
21. ↑  O'Donnell 2001, 230, 323쪽.
22. ↑  Shirer 1960, 1116쪽.
23. ↑  Beevor 2002, 289쪽.
24. ↑  Shirer 1960, 1118쪽.
25. ↑  Hamilton 1984, 168쪽.
26. ↑  Joachimsthaler 1999, 107, 287쪽.
27. ↑  Beevor 2002, 323쪽.
28. ↑  Kershaw 2008, 943–946쪽.
29. ↑  Kershaw 2008, 946–947쪽.
30. ↑  Shirer 1960, 1194쪽.
31. ↑  Kershaw 2001, 821쪽.
32. ↑  Joachimsthaler 1999, 278쪽.
33. ↑  Kershaw 2008, 949–950쪽.
34. ↑  Shirer 1960, 1131쪽.
35. ↑  Kershaw 2008, 951–952쪽.
36. 1 2  Erickson 1983, 603–604쪽.
37. ↑  Shirer 1960, 1132쪽.
38. ↑  Beevor 2002, 358쪽.
39. ↑  Beevor 2002, 358–359쪽.
40. ↑  Kershaw 2008, 955쪽.
41. 1 2 3 4  Linge 2009, 199쪽.
42. 1 2  Joachimsthaler 1999, 154–155쪽.
43. ↑  Fischer 2008, 47쪽.
44. 1 2  Joachimsthaler 1999, 162쪽.
45. ↑  Fest 2004, 116쪽.
46. ↑  Joachimsthaler 1999, 155, 162, 175–176쪽.
47. ↑  Fischer 2008, 47–48쪽.
48. ↑  Joachimsthaler 1999, 154–156쪽.
49. ↑  Joachimsthaler 1999, 156, 180–182쪽.
50. ↑  Joachimsthaler 1999, 192–193쪽.
51. ↑  Joachimsthaler 1999, 180–182쪽.
52. ↑  Rosenberg 2009.
53. ↑  Misch 2014, 173쪽.
54. ↑  Linge 2009, 200쪽.
55. ↑  Joachimsthaler 1999, 197, 198쪽.
56. ↑  Joachimsthaler 1999, 162, 175쪽.
57. ↑  Joachimsthaler 1999, 210–215쪽.
58. ↑  Joachimsthaler 1999, 216–220쪽.
59. ↑  Joachimsthaler 1999, 224–225쪽.
60. ↑  Beevor 2002, 367–368쪽.
61. ↑  Eberle & Uhl 2005, 280, 281쪽.
62. ↑  Beevor 2002, 368쪽.
63. ↑  Eberle & Uhl 2005, 280쪽.
64. ↑  Ryan 1994, 364쪽.
65. ↑  Misch 2014, 175쪽.
66. ↑  Eberle & Uhl 2005, 281쪽.
67. ↑  Beevor 2002, 381쪽.
68. ↑  Kershaw 2008, 959쪽.
69. ↑  Kershaw 2008, 961–963쪽.
70. ↑  Bezymenski 1968, 45쪽.
71. 1 2 3 4  Charlier et al. 2018.
72. ↑  Beevor 2002, 387, 388쪽.
73. ↑  Beevor 2002, 387쪽.
74. ↑  Erickson 1983, 435쪽.
75. ↑  Kershaw 2001, 1038, 1039쪽.
76. ↑  Dolezal 2004, 185–186쪽.
77. 1 2  Kershaw 2008, 958쪽.
78. ↑  Eberle & Uhl 2005, 282쪽.
79. ↑  Joachimsthaler 1999, 99, 207, 299, 303쪽.
80. 1 2  Senn & Weems 2013, 19쪽.
81. ↑  Brisard & Parshina 2018, 224, 273–274쪽.
82. ↑  Brisard & Parshina 2018, 301쪽.
83. ↑  Daley 2018.
84. ↑  Fest 2004, 162–164쪽.
85. ↑  Felton 2014, 162–163쪽.
86. ↑  Vinogradov et al. 2005, 111–116쪽.
87. ↑  Halpin & Boyes 2009.
88. ↑  Tkachenko 2009.
89. ↑  Vinogradov et al. 2005, 333, 335–336쪽.
90. ↑  Trevor-Roper 2002, liv쪽.
91. ↑  Joachimsthaler 1999, 22쪽.
92. ↑  Beschloss 2002.
93. ↑  MI5 staff 2011.
94. ↑  Moore & Barrett 1947, 136쪽.
95. 1 2  Anderson 2015.
96. ↑  CIA Chief of Station, Caracas 1955.
97. ↑  CIA staff 2013.
98. ↑  FBI Records 2011.
99. ↑  Musmanno 1950, 231–32, 234, 236, 238–39, 242–43쪽.
100. 1 2  Joachimsthaler 1999, 8–13쪽.
101. ↑  Joachimsthaler 1999, 11–12, 159–161쪽.
102. ↑  Joachimsthaler 1999, 12쪽.
103. ↑  Musmanno 1950, 233–234쪽.
104. ↑  Petrova & Watson 1995, 81–82, 84–85쪽.
105. 1 2  Eberle & Uhl 2005, 287, 288쪽.
106. ↑  Brisard & Parshina 2018, 29, 30, 32쪽.
107. ↑  Isachenkov 1993.
108. 1 2  CNN staff 2009.
109. 1 2 3  Goñi 2009.
110. 1 2  ABC News 2009.
111. ↑  Brisard & Parshina 2018, 18–22쪽.
112. 1 2  Eberle & Uhl 2005, xxvi쪽.
113. ↑  Bezymenski 1968, inside jacket.
114. ↑  Bezymenski 1968, 49, 75쪽.
115. ↑  Joachimsthaler 1999, 252–253쪽.
116. ↑  O'Donnell 2001, 322–323쪽.
117. ↑  Kershaw 2008, 969쪽.
118. ↑  Daly-Groves 2019, 26, 68쪽.
119. ↑  CNN Editorial Research 2023.
120. ↑  BBC News 2017.
121. ↑  Fest 2004, 160, 162, 165쪽.
122. ↑  Barber 2020.
123. ↑  Daly-Groves 2019, 26쪽.

## 참고 문헌
- “DNA Test Sparks Controversy Over Hitler's Remains”. 《ABC News》. 2009년 12월 9일. 2020년 12월 20일에 확인함.
- Anderson, John (2015년 11월 10일). “One Industry That Capitalizes on America's Hitler Fascination”. 《Fortune》. 2018년 9월 19일에 확인함.
- Barber, Tony (2020년 10월 1일). “The Hitler Conspiracies – why are Nazi myths flourishing?”. 《The Financial Times》. 2021년 3월 9일에 확인함.
- “JFK diary calls Hitler 'stuff of legends'”. 《BBC News》. 2017년 3월 23일. 2022년 4월 20일에 확인함.
- Beevor, Antony (2002). 《Berlin – The Downfall 1945》. New York: Viking-Penguin. ISBN 978-0-670-03041-5.
- Beschloss, Michael (December 2002). “Dividing the Spoils”. 《Smithsonian Magazine》. 2018년 9월 5일에 확인함.
- Bezymenski, Lev (1968). 《The Death of Adolf Hitler》 1판. New York: Harcourt, Brace & World.
- Brisard, Jean-Christophe; Parshina, Lana (2018). 《The Death of Hitler》. Boston: Da Capo Press. ISBN 978-0306922589.
- Charlier, Philippe; Weil, Raphael; Rainsard, P.; Poupon, Joël; Brisard, J.C. (2018년 5월 1일). “The remains of Adolf Hitler: A biomedical analysis and definitive identification”. 《European Journal of Internal Medicine》 54: e10–e12. doi:10.1016/j.ejim.2018.05.014. PMID 29779904. S2CID 29159362.
- CIA Chief of Station, Caracas (1955년 10월 3일), 《HVCA-2592》 (PDF), CIA, 2017년 2월 11일에 원본 문서 (PDF)에서 보존된 문서, 2018년 9월 6일에 확인함
- CIA staff (2013), 《Advanced Search: Nazi War Crimes Disclosure Act》, CIA FOIA, 2019년 1월 8일에 원본 문서에서 보존된 문서, 2019년 7월 17일에 확인함
- “Berlin Wall Fast Facts”. 《CNN》. 2013년 9월 16일. 2019년 11월 13일에 원본 문서에서 보존된 문서. 2024년 7월 14일에 확인함.
- “Russians insist skull fragment is Hitler's”. 《CNN》. 2009년 12월 11일. 2022년 11월 6일에 원본 문서에서 보존된 문서. 2013년 10월 1일에 확인함.
- Daley, Jason (2018년 5월 22일). “Hitler's Teeth Confirm He Died in 1945”. 《Smithsonian》. 2021년 6월 1일에 확인함.
- Daly-Groves, Luke (2019). 《Hitler's Death: The Case Against Conspiracy》. Oxford, UK: Osprey. ISBN 978-1-4728-3454-6.
- Dolezal, Robert (2004). 《Truth about History: How New Evidence Is Transforming the Story of the Past》. Pleasantville, NY: Reader's Digest. 185–6쪽. ISBN 0-7621-0523-2.
- Eberle, Henrik; Uhl, Matthias, 편집. (2005). 《The Hitler Book: The Secret Dossier Prepared for Stalin from the Interrogations of Hitler's Personal Aides》. New York: Public Affairs. ISBN 978-1-58648-366-1.
- Erickson, John (1983). 《The Road to Berlin: Stalin's War with Germany: Volume 2》. London: Weidenfeld and Nicolson. ISBN 978-0-297-77238-5.
- Felton, Mark (2014). 《Guarding Hitler: The Secret World of the Führer》. London: Pen and Sword Military. ISBN 978-1-78159-305-9.
- Fest, Joachim C. (1974). 《Hitler》. New York: Harcourt. ISBN 978-0-15-141650-9.
- Fest, Joachim (2004). 《Inside Hitler's Bunker: The Last Days of the Third Reich》. New York: Farrar, Straus and Giroux. ISBN 978-0-374-13577-5.
- Fischer, Thomas (2008). 《Soldiers of the Leibstandarte》. Winnipeg: J.J. Fedorowicz. ISBN 978-0-921991-91-5.
- Goñi, Uki (2009년 9월 27일). “Tests on skull fragment cast doubt on Adolf Hitler suicide story”. 《The Guardian》 (London). 2013년 10월 1일에 확인함.
- Halpin, Tony; Boyes, Roger (2009년 12월 9일). “Battle of Hitler's skull prompts Russia to reveal all”. 《The Times》. 2011년 6월 29일에 원본 문서에서 보존된 문서. 2013년 10월 1일에 확인함.
- Hamilton, Charles (1984). 《Leaders and Personalities of the Third Reich: Their Biographies, Portraits, and Autographs》. San Jose, CA: R. James Bender Publishing. ISBN 0-912138-27-0.
- Horrabin, J.F. (1946). 《Vol. X: May 1944 – August 1945》. An Atlas-History of the Second Great War. Edinburgh: Thomas Nelson & Sons. OCLC 464378076.
- Isachenkov, Vladimir (1993년 2월 20일). “Russians say they have bones from Hitler's skull”. 《Gadsen Times》. Associated Press. 2015년 1월 11일에 확인함.
- Joachimsthaler, Anton (1999) [1995]. 《The Last Days of Hitler: The Legends, The Evidence, The Truth》. 번역 Helmut Bölger. London: Brockhampton Press. ISBN 978-1-86019-902-8.
- Kershaw, Ian (2001) [2000]. 《Hitler, 1936–1945: Nemesis》. London: Penguin. ISBN 978-0-14-027239-0.
- Kershaw, Ian (2008). 《Hitler: A Biography》. New York: W. W. Norton & Company. ISBN 978-0-393-06757-6.
- Linge, Heinz (2009) [1980]. 《With Hitler to the End》. Frontline Books–Skyhorse Publishing. ISBN 978-1-60239-804-7.
- Lusher, Adam (2018년 5월 20일). “Adolf Hitler really is dead: scientific study debunks conspiracy theories that he escaped to South America”. 《The Independent》. 2018년 9월 25일에 확인함.
- MI5 staff (2011). “Hitler's last days”. London: The Security Service. 2022년 10월 13일에 원본 문서에서 보존된 문서. 2013년 10월 1일에 확인함.
- Misch, Rochus (2014) [2008]. 《Hitler's Last Witness: The Memoirs of Hitler's Bodyguard》. London: Frontline Books-Skyhorse Publishing, Inc. ISBN 978-1-848-32749-8.
- Moore, Herbert; Barrett, James W., 편집. (1947). 《Who Killed Hitler?》. W. F. Heimlich (foreword). New York: The Booktab Press.
- Musmanno, Michael A. (1950). 《Ten Days to Die》. Garden City, NY: Doubleday.
- O'Donnell, James P. (2001) [1978]. 《The Bunker》. Boston: Da Capo Press. ISBN 978-0-306-80958-3.
- Petrova, Ada; Watson, Peter (1995). 《The Death of Hitler: The Full Story with New Evidence from Secret Russian Archives》. W. W. Norton & Company. ISBN 978-0-393-03914-6.
- Rosenberg, Steven (2009년 9월 3일). “I was in Hitler's suicide bunker”. 《BBC News》. 2013년 10월 1일에 확인함.
- Ryan, Cornelius (1994) [1966]. 《The Last Battle》. New York: Simon & Schuster. ISBN 978-1-439-12701-8.
- Senn, David R.; Weems, Richard A. (2013). 《Manual of Forensic Odontology》. Boca Raton: CRC Press. ISBN 978-1-439-85134-0.
- Shirer, William L. (1960). 《The Rise and Fall of the Third Reich》. New York: Simon & Schuster. ISBN 978-0-671-62420-0.
- Tkachenko, Maxim (2009년 12월 11일). “Official: KGB chief ordered Hitler's remains destroyed”. 《CNN》. 2024년 9월 26일에 원본 문서에서 보존된 문서.
- Trevor-Roper, Hugh (2002) [1947]. 《The Last Days of Hitler》 7판. London: Pan Macmillan. ISBN 978-0-330-49060-3.
- US Federal Bureau of Investigation (2011년 4월 10일). “Adolf Hitler”. 《FBI Records: The Vault》. 2011년 4월 10일에 원본 문서에서 보존된 문서. 2019년 1월 8일에 확인함.
- Vinogradov, V. K.; Pogonyi, J. F.; Teptzov, N. V. (2005). 《Hitler's Death: Russia's Last Great Secret from the Files of the KGB》. London: Chaucer Press. ISBN 978-1-904449-13-3.

## 추가 읽기

### 서적
- Bullock, Alan (1962). 《Hitler: A Study in Tyranny》. New York: Penguin Books. ISBN 978-0-14-013564-0.
- Galante, Pierre; Silianoff, Eugene (1989). 《Voices From the Bunker》. New York: G. P. Putnam's Sons. ISBN 978-0-3991-3404-3.
- Gardner, Dave (2001). 《The Last of the Hitlers: The story of Adolf Hitler's British Nephew and the Amazing Pact to Make Sure his Genes Die Out》. Worcester, UK: BMM. ISBN 978-0-9541544-0-0.
- Lehmann, Armin D. (2004). 《In Hitler's Bunker: A Boy Soldier's Eyewitness Account of the Führer's Last Days》. Guilford, CT: Lyon's Press. ISBN 978-1-59228-578-5.
- Rzhevskaya, Elena (1965). 《Берлин, май 1945. Записки военного переводчика》 [Berlin 1945: Memoirs of a Wartime Interpreter] (러시아어).
- Waite, Robert G. L. (1993) [1977]. 《The Psychopathic God: Adolf Hitler》. New York: DaCapo Press. ISBN 978-0-306-80514-1.

### 기사
- “Russia displays 'Hitler skull fragment'”. 《BBC News》. 2000년 4월 26일.
- Cosgrove, Ben (2014년 4월 15일). “After the Fall: Photos of Hitler's Bunker and the Ruins of Berlin”. 《Life》.
- Marchetti, Daniela; Boschi, Ilaria; Polacco, Matteo; Rainio, Juha (2005). “The Death of Adolf Hitler—Forensic Aspects”. 《Journal of Forensic Sciences》 50 (5): 1147–1153. doi:10.1520/JFS2004314. PMID 16225223. JFS2004314.
- Petrova, Ada; Watson, Peter (1995). “The Death of Hitler: The Full Story with New Evidence from Secret Russian Archives”. 《The Washington Post》.
- Sognnaes, Reidar F.; Ström, Ferdinand (1973). “The odontological identification of Adolf Hitler”. 《Acta Odontologica Scandinavica》 31 (1): 47. doi:10.3109/00016357309004612. PMID 4575430.